# Oskar von Karger
Oskar Wilhelm Alfons Mortimer Beyer, seit 1843 von Karger auch Beyer von Karger (* 19. Oktober 1816 in Brieg in Schlesien; † 15. Juli 1888 in Ziegenhals) war ein preußischer Generalmajor und Kommandeur der 36. Infanterie-Brigade.

## Leben

### Herkunft
Oskar war ein Sohn des Justizrates Friedrich Beyer und dessen Ehefrau Wilhelmine, geborene von Karger. Die Ehe wurde 1816 geschieden. Oskar wurde am 14. Juni 1843 von der Schwester seiner Mutter, Sophie, einer verwitweten von Funck, adoptiert und durch Kabinettsorder vom 14. Juni 1843 in den preußischen Adelstand erhoben.

### Militärkarriere
Er trat nach seinem Abitur am Gymnasium in Schweidnitz am 19. Oktober 1833 als Musketier in das 7. Infanterie-Regiment der Preußischen Armee ein und avancierte bis Mitte September 1835 zum Sekondeleutnant. Zur weiteren Ausbildung absolvierte er ab Oktober 1840 für drei Jahre die Allgemeine Kriegsschule und war im Anschluss vom 1. April 1844 an auf ein Jahr zum 5. kombinierte Reserve-Bataillon kommandiert. Ende Januar 1847 wurde Karger zum Bataillonsadjutant ernannt und im folgenden Jahr während der Niederschlagung des Polnischen Aufstandes im Gefecht bei Miloslaw verwundet und mit dem Orden der Heiligen Anna ausgezeichnet. Am 11. November 1848 stieg er zum Premierleutnant auf. Von 1851 bis 1853 war er Kompanieführer im 5. kombinierten Reserve-Bataillon, avancierte zwischenzeitlich zum Hauptmann und nach seiner Rückkehr in seine Stammregiment erfolgte die Ernennung zum Kompaniechef. Mit der Beförderung zum Major wurde Karger am 31. Mai 1859 in das 20. Infanterie-Regiment versetzt. Unter Stellung à la suite seines Regiments kommandierte man ihn am 7. Oktober 1862 als Bataillonsführer ab. Am 25. Juni 1864 wurde er Oberstleutnant.
Während der Mobilmachung zum Deutschen Krieg wurde er am 8. Juli 1866 Kommandeur des kombinierten Garde-Reserve-Infanterie-Regiments und stand beim II. Reserve-Korps. Am 15. September 1866 wurde er dem 20. Infanterie-Regiment aggregiert und am 20. September 1866 zum Oberst befördert.
Am 30. Oktober 1866 kam er als Kommandeur in das vom Herzogtum Nassau übernommene Infanterie-Regiment Nr. 88 und am 10. März 1870 in das 7. Rheinische Infanterie-Regiment Nr. 69. Bei der Mobilmachung anlässlich des Krieges gegen Frankreich erhielt Karger das Kommando über die 36. Infanterie-Brigade. In der Schlacht bei Gravelotte wurde er verwundet und nahm später noch an den Schlachten bei Le Mans und Thionville sowie dem Gefecht bei Equisay teil. Am 18. Januar 1871 zum Generalmajor befördert, wurde er am 3. Juni 1861 in seiner Stellung als Kommandeur der 36. Infanterie-Brigade auch für das Friedensverhältnis bestätigt.
Ausgezeichnet mit beiden Klassen des Eisernen Kreuzes nahm Karger nach dem Krieg am 11. Juni 1872 auf eigenen Wunsch seinen Abschied, wurde daraufhin am 27. September 1875 mit Pension zur Disposition gestellt sowie am 6. Juni 1887 mit dem Roten Adlerorden II. Klasse mit Eichenlaub ausgezeichnet. Er starb wenig später am 15. Juli 1888 in Ziegenhals.
Der Generalmajor von Gneisenau schrieb Januar 1871 in seiner Beurteilung: Der Oberst Beyer von Karger ist ein wissenschaftlich sehr gebildeter Offizier, von ehrenhafter ritterlicher Gesinnung. Er ist mit Leib und Seele Soldat. In der Kampagne hat er große Energie und Willenskraft bestätigt. Bei Gravelotte am Fuß verwundet, hat er die Truppe dennoch nicht verlassen. Er ist von großem Wohlwollen für seine Untergebenen.

### Familie
Karger heiratete am 10. November 1859 in Torgau Bertha von Wietersheim (1833–1877). Aus der Ehe gingen die drei Töchter Gabriele (* 1861), Anna (1862–1898) und Elfriede (1865–1883) hervor.